# Batalha de Tanga
A Batalha de Tanga, também conhecida como Batalha das Abelhas, foi uma invasão malsucedida do Porto de Tanga na África Oriental Alemã pela Força Expedicionária Indiana Britânica "B" em 3–5 de novembro de 1914 durante a Primeira Guerra Mundial. Sob o comando do Major-General Arthur Aitken, as forças britânicas atacaram Tanga em conjunto com a Força Expedicionária Indiana "C", que concomitantemente tentou capturar Longido. A batalha foi o primeiro grande confronto da campanha da África Oriental e viu as tropas de Aitken serem derrotadas por uma força menor de Schutztruppen alemães sob o comando de Paul von Lettow-Vorbeck e forçadas a recuar. Os homens de Lettow-Vorbeck capturaram armas, suprimentos médicos, tendas, cobertores, rações e várias metralhadoras Maxim após a batalha, o que desempenhou um papel importante em permitir que suas tropas resistissem aos Aliados pelo resto do conflito mundial.

## Antecedentes

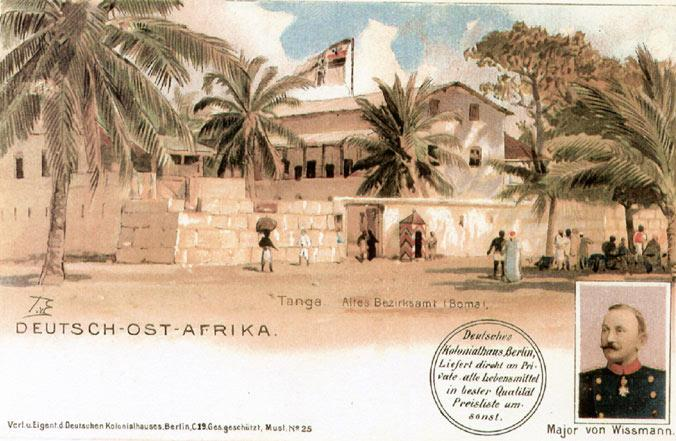
Cartão-postal de Tanga, 1914

Tanga, situada a apenas 80km da fronteira da África Oriental Britânica (atual Quênia), era um porto movimentado e o terminal marítimo da importante Ferrovia Usambara, que ia de Tanga a Neu Moshi, no sopé do Monte Kilimanjaro. Tanga deveria ser inicialmente bombardeada por navios de guerra da Marinha Real, mas essa parte do plano foi descartada. Existia um acordo que garantia a neutralidade da capital Dar es Salaam e Tanga, mas agora o acordo foi modificado e parecia "justo avisar os alemães de que o acordo estava cancelado". 
Em vez disso, a determinação britânica de capturar a África Oriental Alemã seria implementada com um ataque anfíbio a Tanga.  Ao contrário do plano no papel, no entanto, o ataque se transformou em um desastre. Em 2 de novembro de 1914, o cruzador protegido britânico HMS Fox chegou. O comandante do navio, Capitão Francis Wade Caulfeild, desembarcou dando a Tanga uma hora para se render e arriar a bandeira do Império Alemão. Antes de partir, ele exigiu saber se o porto estava minado; não estava, mas lhe garantiram que sim.  Após três horas, a bandeira ainda estava hasteada e Fox partiu para trazer o comboio da Força "B" de quatorze transportes de tropas.  Isso deu tempo tanto para os Schutztruppen quanto para os cidadãos de Tanga se prepararem para um ataque. O comandante alemão, tenente-coronel Paul von Lettow-Vorbeck, correu para Tanga. Ele reforçou as defesas (inicialmente apenas uma única companhia de Askaris) com tropas trazidas por ferrovia de Neu Moshi, chegando a um total de cerca de 1.000 em seis companhias. Seu segundo em comando foi o ex-capitão da Companhia Alemã da África Oriental, Tom von Prince.

## Batalha

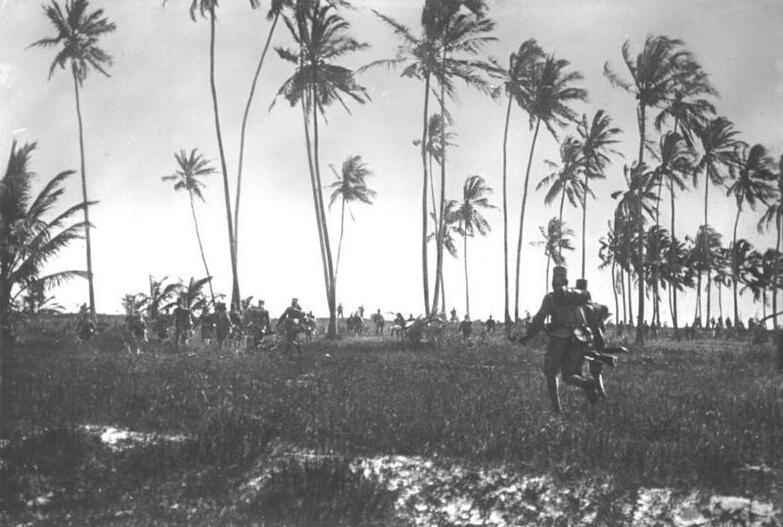
Escaramuça de Askaris, 1914, possivelmente Tanga

O capitão Caulfeild ordenou que o porto fosse varrido em busca de minas durante o dia 2 de novembro e até o dia seguinte. Durante a varredura, o comandante da Força "B", Aitken, iniciou o desembarque sem oposição de tropas e suprimentos em dois grupos no porto e três milhas a leste da cidade, em uma praia sem minas.  Na noite de 3 de novembro, a força invasora estava em terra, com exceção da 27ª Bateria de Montanha e dos Sapadores Faridkot.  Ao meio-dia de 4 de novembro, Aitken ordenou que suas tropas marchassem em direção à cidade. Defensores bem escondidos rapidamente interromperam seu avanço. A luta então se transformou em escaramuças entre as plantações de coco e óleo de palma pelo contingente do sul e em violentos combates de rua pela força do porto.
Os Kashmir Rifles e o 2º Regimento Leal de North Lancashire do contingente do porto fizeram um bom progresso; eles entraram na cidade, capturaram a alfândega e o Hotel Deutscher Kaiser e correram até a Union Jack. Mas então o avanço foi interrompido.  Batalhões indianos menos bem treinados e equipados da 27ª Brigada (Bangalore) de Richard Wapshare se dispersaram e fugiram da batalha. A 98ª Infantaria foi atacada por enxames de abelhas furiosas e se desfez. As abelhas também atacaram os alemães, daí o apelido da batalha.  A propaganda britânica transformou o interlúdio das abelhas numa conspiração alemã diabólica, conjurando fios de disparo ocultos para agitar as colmeias.  Os 13º Rajputs não conseguiram desempenhar um papel significativo na batalha, pois seu moral ficou abalado ao testemunhar a retirada da 63ª Infantaria Leve de Palamcottah .

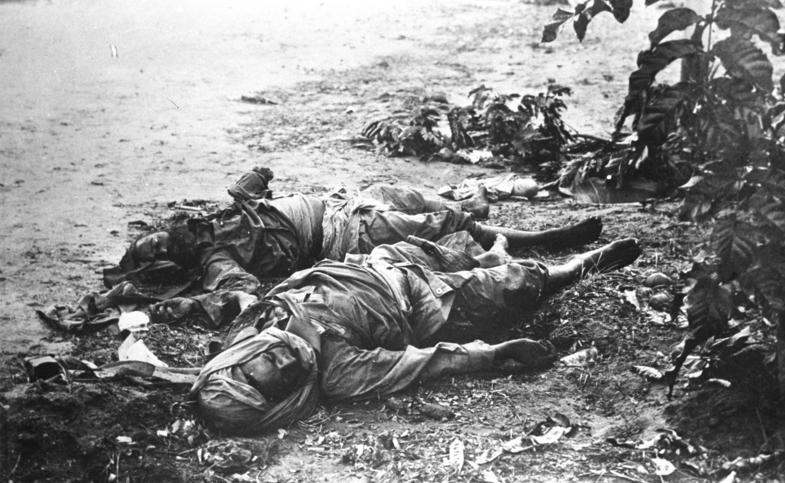
Soldados indianos mortos na praia de Tanga após a batalha

Os voluntários coloniais da 7ª e 8ª Schützenkompanien (companhias de fuzileiros) chegaram de trem para reforçar as linhas pressionadas de Askari. A 8ª Schützenkompanie, normalmente montada, deixou seus cavalos em Neu Moshi. No final da tarde de 4 de novembro, Lettow-Vorbeck ordenou que suas últimas reservas, a 13ª e a 4ª Askari Feldkompanien (companhias de campo) — a 4ª tinha acabado de chegar a Tanga de trem), envolvessem o flanco e a retaguarda britânicos lançando ataques de baioneta ao longo de toda a frente com "toques de corneta e gritos de guerra tribais penetrantes". Pelo menos três batalhões da Brigada de Serviço Imperial teriam sido exterminados se não tivessem fugido. Qualquer aparência de ordem desapareceu quando a retirada da Força B "degenerou em derrota total". 
Ainda em menor número, oito para um, a cautela tomou conta de alguns oficiais alemães. Devido a uma série de erros dos corneteiros e mal-entendidos de um oficial para se desvencilhar e consolidar, os Askari se retiraram para um acampamento vários quilômetros a oeste de Tanga. Assim que Lettow-Vorbeck soube disso, ele revogou a mudança e ordenou uma redistribuição que não foi concluída até o início da manhã. "Por quase toda a noite [antes do nascer do sol de 5 de novembro], Tanga estava à disposição de Aitken. Foi a ironia mais estupenda da batalha." 

## Consequências
Furioso e frustrado, Aitken ordenou uma retirada geral.  Em sua retirada e evacuação de volta aos transportes, que durou até tarde da noite, as tropas atacantes deixaram para trás quase todo o seu equipamento. "Lettow-Vorbeck conseguiu rearmar três companhias Askari com rifles modernos, para os quais ele agora tinha 600.000 cartuchos de munição. Ele também tinha mais dezesseis metralhadoras, valiosos telefones de campanha" e roupas suficientes para durar um ano na Schutztruppe.  Na manhã de 5 de novembro, o oficial de inteligência da Força B, Capitão Richard Meinertzhagen, entrou em Tanga sob uma bandeira branca, trazendo suprimentos médicos e carregando uma carta do General Aitken se desculpando pelo bombardeio do hospital. As ruas de Tanga estavam repletas de mortos e feridos. Os médicos alemães e os seus auxiliares africanos trabalharam incansavelmente e “com um profundo desrespeito pelos uniformes dos seus pacientes”. 
A defesa bem-sucedida de Tanga foi a primeira de muitas conquistas de Lettow-Vorbeck durante sua longa campanha na África Oriental. Para os britânicos, no entanto, a batalha foi nada menos que um desastre, e foi registrada na História Oficial Britânica da Guerra como "um dos fracassos mais notáveis da história militar britânica".  As baixas incluíram 360 mortos e 487 feridos do lado britânico;  a Schutztruppe perdeu 16 alemães e 55 Askaris mortos, e 76 feridos no total. 
Paul von Lettow-Vorbeck estimou inicialmente o número de britânicos mortos em 800, mas depois disse que acreditava que o número provavelmente era superior a 2.000. Os alemães libertaram posteriormente os oficiais britânicos que tinham sido feridos ou capturados, depois de terem dado a sua palavra de não voltarem a lutar durante a guerra. 